# Pistola di servizio

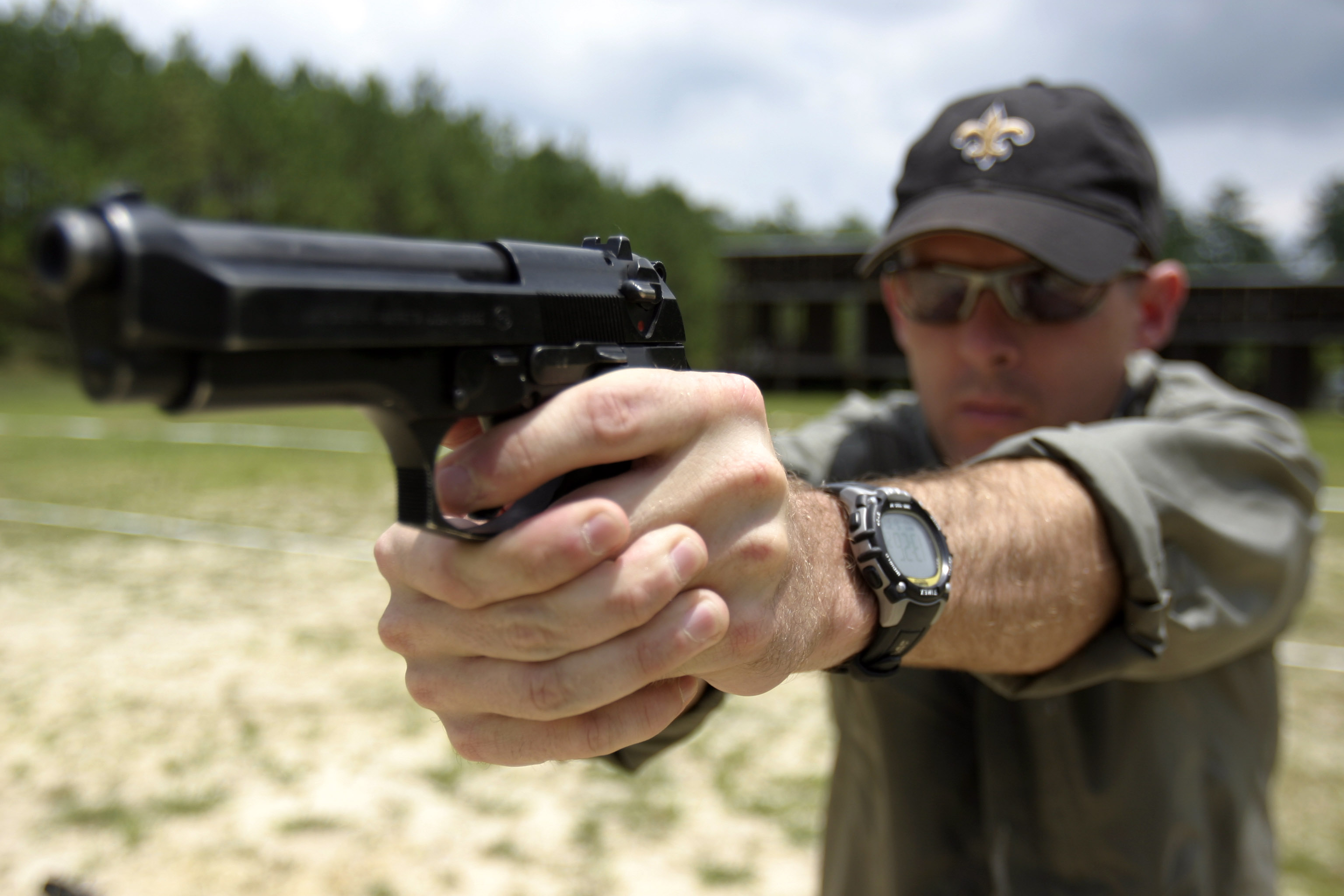
Un Marine con in mano una Beretta M9, pistola di servizio dell'esercito USA, dal 1990 al 2017.

La pistola di servizio (o pistola d'ordinanza) è una pistola in dotazione al personale delle forze armate e forze di polizia, come arma da fianco standard, ovvero usata come arma principale. È tipicamente un revolver (pistola a tamburo) o una automatica (pistola semiautomatica) adottata da ufficiali, sottufficiali e personale militare adeguato, o da agenti di pubblica sicurezza, per la difesa e il servizio d'ordine di uno stato.
Le pistole di servizio, possono essere rilasciate anche a forze speciali, come arma di riserva delle loro armi primarie (mitra o fucili o altro). Solitamente, la pistola non viene ordinata (emessa) ai soldati di fanteria di prima linea.
Prima che le armi da fuoco fossero all'ordine del giorno, gli ufficiali portavano le spade.
La più famosa pistola d'ordinanza delle US Army è stata la Colt modello 1911 in calibro .45 ACP (M1911 e M1911A1) dal 1911 al 1985, quando la commissione statunitense decretò l'adozione di un nuovo modello, la Beretta M9 in calibro 9 Parabellum, e quindi la dismissione della A1.
Una famosa pistola di ordinanza in Italia, è stata la Beretta M34, utilizzata dai Carabinieri dal 1938, in sostituzione della Bodeo Mod. 1889, al 1977 che fu sostituita da un'altra famosa pistola di ordinanza, la Beretta 92 FS in dotazione alle varie forze armate italiane (Carabinieri, Polizia, Guardia di Finanza, ecc).